# Мятеж Лже-Абд ал-Гаффара
Мятеж Лже-Абд ал-Гаффара (1603—1605) — восстание каракалпаков во главе с провозглашенным ими правителем Лже-Абд ал-Гаффар-султаном против Казахского ханства.

## Ход событий
Осенью 1603 года в Туркестане каракалпаки провозгласили своим правителем некого претендента, выдав его за Абд ал-Гаффар-султана (сын Баба-султана из династии Шейбанидов, который был убит несколькими годами ранее казахским ханом Тауекелем). Тогда Есим-хан и Батыр-хан прибыли из Ташкента и Сайрама, чтобы сразиться с мятежником. Казахские правители с войском 12 дней сражались против Лже-Абд ал-Гаффар-султана, и на 13 день они потерпели поражение. Лже-Абд ал-Гаффар овладел городами Туркестан, Сайрам, Ташкент, Ахсикент, Андиджан и сделал своей столицей в город Ташкент. Потерпевший поражение Есим-хан был вынужден отступить к предгорьям Алатау.  Весной 1605 года он вышел из Ташкента и разбил лагерь на поляне Каракамыш, которая находилась около 3-3,5 км от ворот города. В это же время Есим-хан и Батыр-хан, выступили со своим войском из Алатау на войну с Лже-Абд ал-Гаффаром, подступили к окрестностям Ташкента и схватили человека, который рассказал им об обстоятельствах каракалпакского правителя. Казахские правители на рассвете совершили нападение на лагерь в Каракамыш и убили Лже-Абд ал-Гаффара, пронзив ему брюхо большой саблей. Казахские ханы вернули свои владения.
Мухаммед Яр ибн Араб Катаган рассказывает в своём главном сочинении «Мусаххир ал-билад», следующее:

в 1012/1603-1604 г. каракалпаки нарекли Абд ал-Гаффар-султаном некоего человека, внешне очень похожего на султана Абд ал-Гаффара, объявили его государем и посадили на престол в Туркестане; тот захватил ряд присырдарьинских городов и сделал своей столицей Ташкент. Но вскоре хан казахов Ишим, который являлся истинным владетелем тех пределов, выступил на войну с Лже-Абд ал-Гаффаром и убил его.